# Pimarsäuren
Als Pimarsäuren bezeichnet man die Vertreter eine Gruppe von Naturstoffen. Es handelt sich um tricyclische Diterpen-Carbonsäuren, bestehend aus vier Isopreneinheiten. Sie unterscheiden sich in der absoluten Konfiguration ihrer Stereozentren und in der Lage der Doppelbindungen.

## Vertreter
| keine Einstufung verfügbar |

| keine Einstufung verfügbar |

| keine Einstufung verfügbar |

| keine Einstufung verfügbar |

## Vorkommen

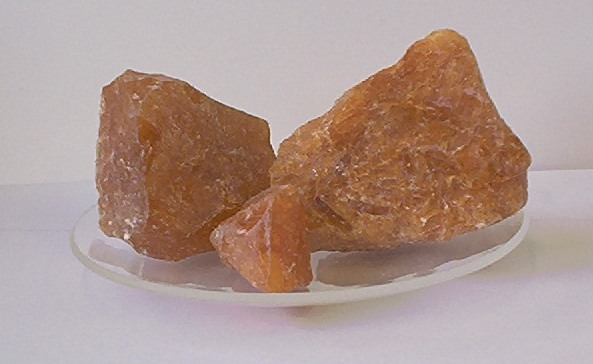
Kolophonium in Stücken

Die Pimarsäuren wurden als Bestandteile des Kolophoniums nachgewiesen.